# اندام آیمر
اندام آیمر یک اندام حسی است که در آن روپوست دگرگون شده‌است تا پاپیلای پیازدار را پدیدآورد. تئودور آیمر در سال ۱۸۷۱، آن را برای نخستین بار در موش کور اروپایی یافت. بسیاری از موش‌های کور این اندام را دارند، به ویژه موش ستاره‌پوزه که ۲۵۰۰۰ تا از آنها را به شکل بازوچه‌های حسی بر روی یک پوزه منحصر به فرد دارد. این اندام از توده‌ای از یاخته‌های روپوستی ساخته‌شده‌است و با زواید عصبی میلین‌داری که از درم می‌آیند، عصب داده شده‌است. این زواید، ورم‌های پایانه‌ای را درست در زیر لایه کراتیندار بیرونی روپوست پدیدمی‌آورند.